# 杉山雅洋
杉山 雅洋（すぎやま まさひろ、1941年2月 - ）は、日本の経済学者。専門は交通経済学、経済政策。早稲田大学名誉教授。商学博士（早稲田大学）。日本交通学会理事。財団法人道路経済研究所理事長。交通政策審議会委員。

## 経歴
1960年、静岡県立静岡高等学校卒業。
1966年、早稲田大学商学部卒業。1976年、早稲田大学大学院商学研究科博士課程修了。
1971年、早稲田大学助手、1974年、早稲田大学専任講師、1976年、早稲田大学助教授、
1977年、ボン大学客員研究員、
1981年、早稲田大学商学部教授。
1984年9月、「西ドイツ交通政策研究」にて商学博士。
1998年、早稲田大学系属早稲田実業学校校長（2000年まで）。
2004年、早稲田大学商学学術院教授。
2014年、日本通運株式会社取締役（2021年まで）。

## 人物
- 早稲田大学競技スポーツセンターレスリング部で部長を務める。
- 野球、相撲に造詣が深い。
- 懇意にするプロ野球球団は福岡ソフトバンクホークス。また同球団の元監督である早稲田実業学校OBの王貞治とは幾度か面識がある。

## 著書
※共著を含む
- 「コンテナリゼーション―輸送システムの変革」（鹿島研究所出版会、1972年）
- 「西ドイツ交通政策研究」（成文堂、1985年）
- 「今野源八郎先生の足跡」（日本交通政策研究会、1997年）
- 「設備投資と資本調達」（分割民営化に至る国鉄の経営問題に関する調査報告書、1998年）
- 「交通・情報通信」（事典 現代のドイツ、1998年）
- 「道路整備と自動車交通需要の関係（潜在需要の顕在化）に関する研究」（道路経済研究所、2001年）
- 「交通政策の展開：人とその歩み」（日本交通政策研究会、2001年）
- 「道路投資のマクロ効率性：道路整備五箇年計画を対象として」（自由化時代の交通政策/東大出版会、2001年）
- 「好奇心を超えて」（井上孝先生追悼文集、2002年）
- 「よりよい有料道路制度のために」（日本交通政策研究会、2002年）
- 「規制緩和時代のバス＆タクシー」（地域科学研究会、2002年）
- 「明日の都市交通政策」（成文堂、2003年）
- 「わが国における道路政策のあり方に関する研究」（第3回研究報告会／道路経済研究所、2004年）
- 「わが国における道路政策のあり方に関する研究」（道路経済研究所、2004年）

## 所属学会
- 日本交通学会（理事 、1985- 、国内）
- 日本海運経済学会（理事 、1989- 、国内）
- 応用地域学会（国内）
- 情報通信学会（国内）
- ドイツ交通学会 Deutsche Verkehrswissenschaftliche Gesellschaft （国外）
- 世界交通学会 World Conference on Transport Research Society（国外）
- 日本物流学会（国内）
- アジア交通学会 Eastern Asian Society for Transportation Studies（理事 、国外）